# Robert B. Pippin
Robert Buford Pippin (14 de septiembre de 1948) es un filósofo estadounidense. Es el Profesor de la cátedra Evelyn Stefansson de Servicio Distinguido en el John U. Nef Comité sobre Pensamiento Social, el Departamento de Filosofía de la Universidad de Chicago.

## Formación y carrera
Pippin obtuvo su licenciatura en inglés del Trinity College en Hartford, Connecticut. y su Ph.D. en filosofía de la Universidad Estatal de Pensilvania bajo la dirección de Stanley Rosen, uno de los discípulos de Leo Strauss. Antes de mudarse a Chicago, enseñó durante un gran número de años en el departamento de filosofía de la Universidad de California en San Diego, donde ha contado con Henry Allison y Herbert Marcuse entre sus colegas. En 2009 fue el catedrático Spinoza de Filosofía en la Universidad de Ámsterdam. Desde 2014 es PhD honoris causa en la Universidad de Uppsala, Suecia. Actualmente vive en Chicago con su esposa Joan.

## Obra filosófica
Pippin es principalmente conocido por su trabajo sobre Hegel, aunque también ha publicado artículos y libros sobre Kant, Nietzsche, Proust, Hannah Arendt, Leo Strauss y Henry James.

### El idealismo de Hegel: Las satisfacciones de la autoconsciencia
Su libro de 1989, El idealismo de Hegel: Las satisfacciones de la autoconsciencia, fue una importante contribución a los estudios de Hegel. En él, Pippin retrata a Hegel como un pensador con menos compromisos metafísicos de los que tradicionalmente se le atribuyen. Las afirmaciones de Hegel sobre el "Absoluto" y el "Espíritu" se interpretan de una manera más epistemológica que ontológica. Gran parte del proyecto de Hegel, en la lectura de Pippin, es una continuación más que una inversión de la crítica kantiana de la metafísica dogmática.
De acuerdo con la interpretación no metafísica de Hegel hecha por Pippin, el "Geist" hegeliano (que generalmente se traduce como "Espíritu") no es un ser espiritual divino, y en consecuencia el idealismo de Hegel no es una defensa del panteísmo monista. Según Pippin, el "Geist" hegeliano debe entenderse como la totalidad de las normas que, según él, pueden justificar nuestras creencias y acciones. El punto importante es que no podemos justificar nada sino en un espacio lógico de razones normativo. Por lo tanto, cualquier tipo de cognición y acción racionalmente humana no es articulable y, por lo tanto, inteligible, independientemente de tales normas. En una jerga fenomenológica-hermenéutica, estas normas constituyen un horizonte, una perspectiva en la que podemos hacernos inteligibles sobre cualquier cosa. 
Adicionalmente, estas normas están articuladas sociohistóricamente. Geist es el proceso dinámico de estas normas y sus transformaciones en la historia humana. Hegel llama a las diferentes articulaciones de estas normas "formas (gestalten) de espíritu". De modo que el idealismo hegeliano no es un tipo de retorno a la metafísica dogmática pre-kantiana y pre-crítica, sino que trata de ir más allá del proyecto crítico kantiano por un lado, y las críticas historicistas de la filosofía trascendental kantiana. Debe agregarse que, cualquier forma de espíritu podría colapsar bajo la presión de fuerzas internas o externas (como las inconsistencias internas de esas normas o enfrentar nuevas formas de vida con normas diferentes) que llevan a la crisis de la autoridad de esas normas. Pero debido a la pluralidad real de formas de espíritu (o formas de vida), cualquier explicación de la agencia humana que es sociohistórica está en peligro de entrar en el relativismo.
Estas ideas podrían atribuirse a muchos otros filósofos, como Herder, Heidegger, Gadamer, MacIntyre, pero de acuerdo con las interpretaciones no metafísicas de Hegel (como las de Pippin, Pinkard y Redding) hay una característica distintiva del enfoque hegeliano que puede trascender el supuesto dilema de, por un lado, el relativismo sociohistórico y, por otro lado , la vuelta a la metafísica dogmática o a la subjetividad transhistórica: el reconocimiento mutuo como condición de agente libre, autodeterminado y tan auténticamente racional.
Una lectura tan revisionista de Hegel ha ganado seguimiento recientemente, inspirando importantes obras de Terry Pinkard, Paul Redding y otros, así como influyendo en filósofos de la mente menos orientados a la historia, como John McDowell y Robert Brandom. Un movimiento similar para interpretar a Hegel como un "teórico de la categoría" ha sido inspirado en Alemania por Klaus Hartmann.

### El Modernismo como un problema filosófico: sobre las insatisfacciones de la alta cultura europea
En El Modernismo como un problema filosófico: sobre las insatisfacciones de la alta cultura europea, de 1991 desarrolla lo que él llama un corolario sociocultural de su trabajo de 1989. Entra en el debate sobre la legitimidad del proyecto modernista y la posibilidad de la posmodernidad. Aún pretendiendo interpretar a Hegel, Pippin intenta defender la sociedad burguesa moderna y prosaica. Sin embargo, admite que, e intenta explorar por qué, la alta cultura dominante de esa sociedad ha sido una de las que podría llamarse de odio hacia sí mismo: abarca desde Flaubert y luego vanguardistas modernistas hasta las tendencias intelectuales del Nuevo historicismo y el deconstructivismo de Derrida. En términos generales, el argumento de Pippin es que la modernidad es "interminable", que es un intento de brindar una mayor transparencia racional a todas nuestras prácticas sociales y que gran parte del auto-odio de la alta cultura moderna está motivado por intentos de lograr tal transparencia en zonas donde antes no existía. Es posible que este proceso nunca se complete, pero una vez que se inicia, no se puede detener.

### Reflexión sobre la estética contemporánea,Interanimations
En Interanimations, Pippin incluye una larga discusión con  Žižek que termina con una referencia a Vértigo, a propósito de lo que en la película de Hitchcock supone la pérdida de una pérdida (al descubrir que Madeleine era, en realidad, Judy y al morir la propia Judy, Scottie pierde lo que había perdido antes con la muerte de Madeleine), en que “la mediación hegeliana no produce una tercera posición sintética, sino la comprensión correcta del antagonismo entre la negación y la negación de la negación”.
Por otro lado Pippin analiza otra corriente que incluye a Schopenhauer, Nietzsche, Heidegger y a Stanley Cavell), según la cual las obras de arte serían “dimensiones ontológicamente reveladoras de la presencia del ser o del mundo, de su ocultación o de su vínculo con nosotros”, que tiene relación con su proyecto de una modernidad inacabada. (que Pippin ha estudiado en los campos de la pintura y la literatura, especialmente en las novelas de Henry James.)

### Filosofía cinematográfica, estudio deVértigo, el Western y el Cine Negro
Pippin ha publicado sobre Vértigo de Hitchcock subtitulado “las ansiedades del desconocimiento”. Que el conocimiento se haya transformado para nosotros en una nueva “pasión” o en un “impulso” que nos llevaría a preferir, como dice Nietzsche, la destrucción de la humanidad a la regresión en el conocimiento es una de las amenazas recurrentes del hombre moderno.
Pippin ha reconocido que su acercamiento al cine se basa en las reflexiones filosóficas de Hegel sobre el significado de las artes. Pero sus planteamientos son controvertidos tanto en sus estudios estrictamente filosóficos como en su aplicación a su “filosofía cinematográfica”.
La imposibilidad de disociar la atención a una obra de arte en la atención a la forma y la atención al contenido afecta a la estética de la recepción; exige, sobre todo, la suposición de lo que Pippin ha llamado, para el mundo del cine, “la inteligencia detrás de la cámara”. Esa exigencia, y esa inteligencia, serían responsables de la trascendencia a la que el cine puede llegar en el campo de lo mejor que el ser humano haya pensado, como decía Matthew Arnold.
En este ámbito Pippin ha estudiado los géneros del Western o el Noir, quizás los más genuinamente americanos, que trascienden el “mito” o el “fatalismo” para lograr una comprensión lúcida de nuestra época. Así el análisis de La diligencia de John Ford y el de Retorno al pasado de Jacques Tourneur y en su análisis del film de Hitchcock  La sombra de una duda en que Pippin dice “Por todas partes en Hitchcock nos encontramos con la sombra de una duda.”

## Libros
- Kant's Theory of Form:  An Essay on the 'Critique of Pure Reason' (New Haven:  Yale University Press, 1982).
- Marcuse:  Critical Theory and The Promise of Utopia, eds. R. Pippin, A. Feenberg, C. Webel.  MacMillan (Great Britain), Bergin and Garvey (USA), 1988.
- Hegel's Idealism:  The Satisfactions of Self-Consciousness.  (Cambridge:  Cambridge University Press, 1989.)
- Modernism as a Philosophical Problem: On the Dissatisfactions of European High Culture (Oxford: Basil Blackwell, 1991).
- Idealism as Modernism: Hegelian Variations (Cambridge: Cambridge University Press, 1997).
- Henry James and Modern Moral Life (Cambridge: Cambridge University Press, 2000).
- Hegel on Ethics and Politics, eds. Robert Pippin and Otfried Höffe, Translated by Nicholas Walker, Introduction by Robert Pippin (Cambridge: Cambridge University Press, 2004)
- Die Verwirklichung der Freiheit, forward by Axel Honneth and Hans Joas  (Frankfurt a.M.: Campus Verlag, 2005)
- The Persistence of Subjectivity: On the Kantian Aftermath (Cambridge, Cambridge University Press, 2005).
- Nietzsche, moraliste français: La conception nietzschéenne d'une psychologie philosophique (Paris: Odile Jacob, 2005)
- "Introduction" to Thus Spoke Zarathustra, and edited with Adrian Del Caro (Cambridge: Cambridge University Press, 2006)
- Hegel’s Practical Philosophy: Rational Agency as Ethical Life (Cambridge: Cambridge University Press, 2008)
- Nietzsche, Psychology, and First Philosophy (Chicago: University of Chicago Press, 2010)
- Hollywood Westerns and American Myth: The Importance of Howard Hawks and John Ford for Political Philosophy (New Haven: Yale University Press, 2010)
- Hegel on Self-Consciousness: Desire and Death in the Phenomenology of Spirit (Princeton: Princeton University Press, 2011)
- Fatalism in American Film Noir: Some Cinematic Philosophy (University of Chicago Press, 2012)
- After the Beautiful: Hegel and the Philosophy of Pictorial Modernism (Chicago: University of Chicago Press, 2014)
- Interanimations: Receiving Modern German Philosophy (Chicago: University of Chicago Press, 2015)
- The Philosophical Hitchcock: "Vertigo" and the Anxieties of Unknowingness (Chicago: University of Chicago Press, 2017)
- Hegel's Realm of Shadows: Logic as Metaphysics in Hegel's Science of Logic (Chicago: University of Chicago Press, 2018)